# 綾瀨市
綾瀨市（日语：／ Ayase shi */?）位於日本神奈川縣中心的都市。該市設立於1978年，是神奈川縣迄今最晚設市的市。

## 交通

### 鐵路
東海道新幹線通過該市，但沒有車站，成為「有鐵路通過但沒有車站的市」。除該市以外還有青森縣十和田市和福岡縣宮若市。
另外，相鐵本線柏台站（海老名市）位於北端市界約100公尺附近，市北部的海老名站、相模野站、相模大塚站均可徒步到達。而小田急江之島線長後站（藤澤市）位於東南部市界起約1.5公里的位置。
通過該市周邊的小田急小田原線設有「往綾瀨」的方向牌，但指的是直通運行至千代田線、常磐緩行線綾瀨站（位於東京都足立區綾瀨），與該市無關係。

## 友好城市
- 日本千葉縣柏市 （1967年）

## 出身名人
- 石井貴 - 前日本職業棒球選手(埼玉西武獅)
- 香椎由宇 - 女演員
- 志田未來 - 女演員
- 高田榮二 - 前日本職業足球選手（川崎前鋒）